# Filozofia Publiczna i Edukacja Demokratyczna
Filozofia Publiczna i Edukacja Demokratyczna – wydawane od 2012 roku czasopismo naukowe poświęcone filozofii.
Czasopismo powstało w 2012 roku w Instytucie Filozofii Uniwersytetu im. Adama Mickiewicza w Poznaniu. Jego założycielem i redaktorem naczelnym jest filozof Piotr W. Juchacz. Rocznie wydawany jest jeden tom, który składa się z dwóch numerów.
Artykuły naukowe publikowane w czasopiśmie są recenzowane w systemie double-blind.
Czasopismo ma wdrożone standardy wydawnicze COPE (Committee on Publication Ethics), korzysta z cyfrowych identyfikatorów dokumentów elektronicznych (DOI, Digital Object Identifier) i uwzględnia w swojej działalności unikalne identyfikatory naukowców (numery ORCID).
Czasopismo ma charakter transdyscyplinarny, publikowane w nim artykuły poruszają zagadnienia związane w szczególności z refleksją dotyczącą prawa, filozofii i polityk publicznych. Perspektywę badawczą czasopisma wyznacza ideał demokracji deliberatywnej.
Adres redakcji: Filozofia Publiczna i Edukacja Demokratyczna, Instytut Filozofii UAM, ul. Szamarzewskiego 89c, 60-569 Poznań.
Zespół redakcyjny tworzą: Piotr W. Juchacz, Anna Malitowska, Karolina M. Cern, Tomasz Bekrycht, Izabela Baran, Kinga Bosak, Marcin J. Byczyński.